# Нюплі
Ню́плі (ест. Nüpli küla) — село в Естонії, у волості Отепяе повіту Валґамаа.

## Населення
Чисельність населення на 31 грудня 2011 року становила 112 осіб.

## Географія
Через населений пункт проходить автошлях 46 (Татра — Отепяе — Санґасте).